# 18 Hits
18 Hits — музичний альбом-компіляція гурту ABBA. Виданий 8 серпня 2005 року лейблом Universal Music Group. Загальна тривалість композицій становить 68:21. Альбом включає найбільші хіти гурту, причому окрім англомовних версій, присутні також іншими мовами.

## Список пісень
1. «The Winner Takes It All» — 4:54
2. «Super Trouper[pl]» — 4:10
3. «Waterloo» — 2:42
4. «Gimme! Gimme! Gimme! (A Man After Midnight)» — 4:46
5. «The Name of the Game[en] — 4:51
6. «Ring Ring[pl]» — 3:00
7. «I Do, I Do, I Do, I Do, I Do» — 3:18
8. «SOS» — 3:23
9. «Fernando[pl]» — 4:14
10. «Hasta Mañana[en]» — 3:09
11. «Mamma Mia» — 3:35
12. «Lay All Your Love on Me» — 4:32
13. «Thank You for the Music[en]» — 3:51

- «Happy New Year» — 4:23

1. «Honey Honey[en]» (шведською) — 2:54
2. «Waterloo» (французькою) — 2:42
3. «Ring Ring[en]» (німецькою) — 3:00
4. «Dame! Dame! Dame!» (іспанська версія «Gimme! Gimme! Gimme!») — 4:46

## Позиції в хіт-парадах
| Країна          | Позиція |
| --------------- | ------- |
| Австралія       | 32      |
| Данія           | 39      |
| Німеччина       | 58      |
| Угорщина        | 19      |
| Ірландія        | 17      |
| Польща          | 8       |
| Іспанія         | 17      |
| Італія          | 39      |
| Велика Британія | 15      |